# HOSI Linz

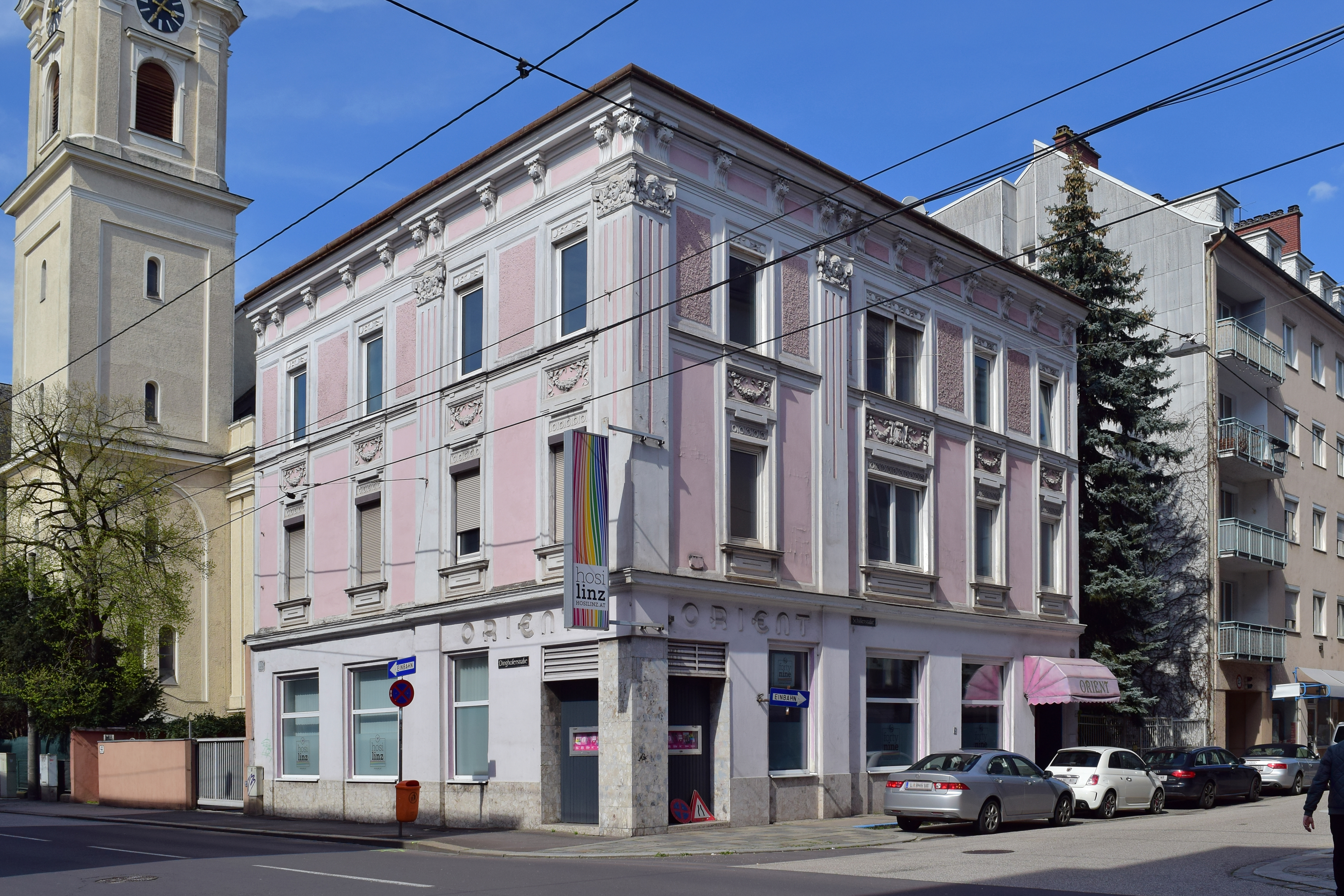
Das Gebäude, in dem sich die HOSI Linz befindet

Die HOSI Linz - Die queere Menschenrechtsbewegung in Oberösterreich (bis 2025: Homosexuelle Initiative – Die Lesben- und Schwulenbewegung in OÖ) ist ein eigenständiger, seit 1982 existierender Verein, der vor allem an der Gleichstellung und Entdiskriminierung von Lesben, Schwulen, trans* und inter*-Personen in Oberösterreich arbeitet. Die HOSI Linz ist Mitglied der International Lesbian, Gay, Bisexual, Trans and Intersex Association (ILGA).

## Tätigkeit
Neben Lobbyarbeit wie beispielsweise Mitwirkung im Gesetzeswerdungsverfahren auf Landes- und Bundesebene (z. B. Oö. Landesverfassung, Oö. Antidiskriminierungsgesetz etc.) bietet der Verein insbesondere Beratung für Lesben, Schwule und Transgender und deren Angehörige an und bietet Aufklärungsarbeit, Workshops und Seminare zum Thema (Homo-)Sexualität u. a. für Schulen, Jugendzentren etc. an. Verschiedene Selbsterfahrungsgruppen (Jugend, Frauen, Behinderte etc.) sowie Veranstaltungen (Podiumsdiskussionen, Theateraufführungen, Tanzveranstaltungen und bis 2013 ein jährliches Jugendsommer- und Wintercamp etc.) runden das Angebot des Vereins ab. Auch Tanzkurse und Sprachkurse (insbesondere Tschechisch und Gebärdensprache) wurden von der HOSI Linz angeboten. Der Verein bietet auch regelmäßige Treffen in Vöcklabruck.
Die Vereinsarbeit erfolgt ausschließlich ehrenamtlich und der Verein ist grundsätzlich basisdemokratisch organisiert. Die HOSI Linz versteht sich als überparteilich und überkonfessionell. Nahezu die Hälfte der Mitglieder besteht aus Frauen.
Seitens der Stadt Linz und des Landes Oberösterreich wurde der Verein zwischen 1994 und 2013 gefördert. So hat sich die Stadt Linz anlässlich des CSD 2006 entschlossen, dem Verein ein neues Vereinszentrum zu errichten, da die seit 1994 benutzten Räumlichkeiten den gewachsenen Anforderungen nicht mehr genügten. Das am 15. Mai 2009 durch den Bürgermeister der Stadt Linz, Franz Dobusch, eingeweihte Haus bot neben großzügigen Büroräumen, einer öffentlich zugänglichen Biblio- und Videothek und der Beratungsstelle auch ein kleines Café und zwei Veranstaltungsräume. Das Café trug in Erinnerung an einen der Gründer der HOSI Linz und Betreiber des ersten explizit lesbisch-schwulen Lokals in Linz den Namen „Julius“. In den oberen beiden Stockwerken gibt es vier Wohnungen, für die der Verein das Vergaberecht hatte. Im Veranstaltungsbereich des Zentrums wurden laufend Lesungen, Diskussionen, Kabarettabende und Workshops angeboten. Auf dem Platz vor dem HOSI-Zentrum veranstaltete der Verein von 2009 bis 2011 jeweils Ende Juni gemeinsam mit allen Linzer Community-Einrichtungen ein Straßenfest zum CSD, das von rund 600 Interessierten besucht wurde.
Aufgrund ausbleibender Fördermittel musste der Verein 2012 alle Veranstaltungen absagen, das gesamte Personal kündigen und war auch gezwungen, mit Ende Dezember aus dem Haus wieder auszuziehen. Nachdem es dem Verein gelungen ist, die durch die Mietkostenvorschreibung der Stadt Linz entstandenen Schulden im Sommer 2013 abzudecken, konnte mit Herbst auch ein neuer Vorstand installiert werden und ein neues, kleines Domizil angemietet werden, das vor allem durch Eigenmittel finanziert wurde. Seit 2015 organisiert der Verein auch wieder ein jährliches Straßenfest unter dem Namen „linzpride“, das seit 2022 am Urfahraner Jahrmarktgelände über die Bühne geht, sowie seit 2016 auch eine Parade mit 2022 rund 8.000 Teilnehmern. Im Jahr 2015 initiierte der Verein angesichts der Flüchtlingswelle auch das Projekt „Queer Refugees Welcome“.
Die HOSI Linz veranstaltete zwei Mal, 1991 und 1995, bundesweite Bewegungstreffen, nämlich das Österreichische Lesben- und Schwulenforum und war auch Mitbegründerin des daraus entstandenen gleichnamigen Vereins. 1995 beteiligte sich die HOSI Linz am Internationalen Menschenrechts-Tribunal zum Thema 50 Jahre Zweite Republik, 50 Jahre Unterdrückung von Lesben und Schwulen in Wien, 1996 an der ersten Regenbogenparade. 1998 war die HOSI Linz Gastgeberin der 20. Jahreskonferenz von ILGA Europa. Daneben organisiert sie verschiedene internationale wissenschaftliche Tagungen, wie „Totgeschlagen-Totgeschwiegen – Homosexuelle unter dem NS-Regime“ (2005) oder „Heteronormativität und Homosexualitäten – Forschung in Anknüpfung an Michael Pollak“ (2006; zusammen mit dem Institut für Soziologie und dem Institut für Frauen- u. Geschlechterforschung an der Johannes Kepler Universität Linz).
Seit 1991 gibt die HOSI Linz (2000 bis 2020 gemeinsam mit dem Verein RosaLila PantherInnen in Graz bzw. 2008 bis 2014 auch gemeinsam mit der HOSI Tirol) eine alle zwei Monate unter dem Titel PRIDE erscheinende Zeitschrift heraus.
Die HOSI Linz betreut auch den von vielen lesbisch-schwulen Organisationen gestifteten und 1984 eingeweihten, ersten Gedenkstein für die homosexuellen Opfer des Nationalsozialismus in der Gedenkstätte Ehemaliges KZ Mauthausen. Insbesondere an den Befreiungsfeiern Anfang Mai und zum Internationalen Tag der Menschenrechte im Dezember organisiert die HOSI Linz eine Gedenkfeier.

## G.A.L.A.
Von 2000 bis 2011 vergab die HOSI Linz auch jährlich einen von ihr gestifteten Preis, den Gay And Lesbian Award (G.A.L.A.) für besondere Verdienste um die rechtliche und gesellschaftliche Gleichstellung in Österreich. 2012 musste die Preisverleihung wegen der anhaltenden finanziellen Schwierigkeiten eingestellt werden.
Die Preisträger:
- 2000 – Helga Pankratz, Wien 
Schriftstellerin und Journalistin, Aktivistin seit der ersten Stunde, u. a. Gründerin der Frauengruppe der HOSI Wien
- 2001 – Helmut Graupner, Wien 
 Rechtsanwalt, engagierten Kämpfer für die Rechte der Lesben und Schwulen
- 2002 – Gertrude Kopf, Linz 
 Aktivistin des katholischen Familienwerks der Diözese Linz
- 2003 – Barbara Reumüller, Wien 
 Pionierin des biennalen Wiener Filmfestivals „Identities“
- 2004 – Elisabeth Vormayr und die Schülerinnen der Ethikklasse der HBLA Landwiedstraße, Linz
- 2005 – Albert Knoll, München 
 Historiker, der die Verfolgungsgeschichte der Lesben und Schwulen in Oberösterreich während des NS-Regimes erforscht
- 2006 – Helga Ratzenböck, Linz 
 Obfrau des Vereins „After AIDS“, lange Jahre Leiterin des Projektes LENA der Caritas der Diözese Linz
- 2007 – Ewald Widi, Wien 
 Polizist, Initiator und Obmann der GayCops Austria
- 2008 – Hans-Peter Weingand, Graz 
 Pressereferent, Historiker, Autor und Journalist, Mitinitiator der RosaLila PantherInnen und der SoHo Österreich
- 2009 – Yavuz Kurtulmus, Wien 
 Redaktionsleiter der Zeitschrift MiGaY für das Engagement für lesbische und schwule Migranten
- 2010 – Ulrike Lunacek (Dolmetscherin und Journalistin, Abgeordnete zum Europäischen Parlament, Bundessprecherin der Grünen Andersrum) und Günter Tolar (Schauspieler, Produzent, Autor, langjähriger Bundesvorsitzender der SoHo) beide Wien 
 für ihr langjähriges Engagement für die Gleichstellung, insbesondere für die rechtliche Anerkennung lesbischer und schwuler Partnerschaften
- 2011 – Johannes Wahala, Wien 
 Theologe, Psychotherapeuten für Systemische Familientherapie und Leiter der Beratungsstelle Courage